# Mesocoelium monas
Espèce
Mesocoelium monas est une espèce de trématodes de la famille des Mesocoeliidae.

## Hôtes
Cette espèce parasite divers reptiles d'Amérique, d'Asie, d'Afrique et d'Europe[réf. nécessaire].